# Entsendung (Sozialversicherung)
Eine Entsendung liegt vor, wenn ein Beschäftigter sich auf Weisung des deutschen Arbeitgebers vorübergehend außerhalb des Geltungsbereichs des deutschen Sozialversicherungsrechts begibt und dabei in einem ausländischen Unternehmen eingebunden ist, so dass er auch Steuern und sonstige fiskalische Abgaben an die dortigen Behörden zahlt. In diesem Fall besteht die Versicherungspflicht als Beschäftigter in der deutschen Sozialversicherung fort (sogenannte Ausstrahlung, § 4 I SGB IV). Umgekehrt unterfällt derjenige nicht der deutschen Sozialversicherung, der unter denselben Voraussetzungen nur vorübergehend in Deutschland als Beschäftigter eines ausländischen Unternehmens in einem deutschen Unternehmen arbeitet (sogenannte Einstrahlung, § 5 I SGB IV). Beides gilt entsprechend auch für Selbständige, die der Sozialversicherungspflicht unterfallen, § 4 II, § 5 II SGB IV. Für Beschäftigte innerhalb der Europäischen Union gelten für Wanderarbeiter besondere Regeln. Weitere Ausnahmen können sich aus Sozialversicherungsabkommen ergeben. Dabei handelt es sich um Ausnahmen des Wohnsitzprinzips, wonach das deutsche Sozialrecht grundsätzlich auf alle Betroffenen anzuwenden ist, die ihren Wohnsitz oder gewöhnlichen Aufenthalt innerhalb Deutschlands haben, § 30 SGB I. Die Vorschriften der sozialversicherungsrechtlichen Entsendung sind von denen der arbeitsrechtlichen Entsendung nach dem Arbeitnehmer-Entsendegesetz abzugrenzen.

## Allgemeines
Eine Entsendung liegt unter bestimmten Voraussetzungen vor. Es handelt sich hierbei um die Ausstrahlung oder Einstrahlung.
Der Einfachheit halber wird im laufenden nur auf Arbeitnehmer eingegangen.

### Materielles Sozialversicherungsverhältnis
Ein materielles Sozialversicherungsverhältnis wird mit der Aufnahme einer sozialversicherungspflichtigen Beschäftigung (§ 7 SGB IV) begründet. Es kommt dabei nicht darauf an, ob ein wirksamer Arbeitsvertrag vorliegt oder der Arbeitgeber die Beschäftigung der zuständigen Einzugsstelle gemeldet hat.

### Sozialversicherungspflichtige Beschäftigung
Grundsätzlich liegt nach § 3 SGB IV eine inländische sozialversicherungspflichtige Beschäftigung vor, wenn Personen im räumlichen Geltungsbereich des SGB IV beschäftigt sind, also in Deutschland (sog. Territorialitätsprinzip).
Ausnahmen von diesem Prinzip regeln bei einer Entsendung die Vorschriften über die Ausstrahlung und die Einstrahlung (§ 4 und § 5 SGB IV), wenn bei einer grenzüberschreitenden Beschäftigung für den Arbeitnehmer eine Versicherungspflicht besteht.
In § 6 SGB IV wird jedoch klargestellt, dass abweichende Regelungen des zwischen- und überstaatlichen Rechts unberührt bleiben, somit vorrangig sind und daher das deutsche Sozialversicherungsrecht nicht anwendbar ist.

### Begriff der Entsendung
Bei einer Entsendung müssen, soweit nichts anderes bestimmt ist, immer folgende Voraussetzungen vorliegen. Es muss
- ein Beschäftigungsverhältnis im Ausland bestehen,
- der Beschäftigte begibt sich auf Weisung des Arbeitgebers ins Inland und
- der Beschäftigte bleibt weiterhin in dem ausländischen Unternehmen integriert.

Das Gleiche gilt für die Entsendung vom Inland ins Ausland.

## Entsendung nach dem SGB IV
Wird ein Arbeitnehmer für eine Beschäftigung im Inland in der Form der Einstrahlung nach § 5 SGB IV entsandt, unterliegt er nicht dem räumlichen Geltungsbereich des SGB IV und ist daher nicht in Deutschland sozialversicherungspflichtig.
Voraussetzung für die Einstrahlung ist, dass
- ein ausländisches Beschäftigungsverhältnis besteht,
- der Arbeitgeber den Arbeitnehmer ins Inland entsendet und
- die Inlandstätigkeit vertraglich im Voraus oder aufgrund der Eigenart der Entsendung zeitlich begrenzt ist. Eine feste zeitliche Höchstgrenze besteht nicht.

Die Ausstrahlung nach § 4 SGB IV ist das Gegenstück der Einstrahlung.

## Entsendung nach zwischen- und überstaatlichem Recht
Aufgrund des Anwendungsvorrangs ist im Nachfolgenden auf das zwischen- und überstaatliche Recht einzugehen. Dessen Auswirkungen sind von erheblicher Bedeutung.

### EU-Recht
Die Verordnung (EG) Nr. 883/2004 (WanderarbeitnehmerVO) sowie die Verordnung (EG) Nr. 987/2009 (WanderarbeitnehmerDVO), zuletzt durch die Verordnung (EU) 465/2012 geändert, verdrängt bei Entsendungen innerhalb der EU-/EWR-Staaten und der Schweiz die allgemeinen Regelungen des SGB IV (mit einigen Besonderheiten zum Geltungsbereich).
Die WanderarbeitnehmerVO gilt nur
- für Arbeitnehmer und Selbstständige,
- für Staatsangehörige eines Mitgliedsstaats, Flüchtlinge im Sinne der Genfer Konventionen oder Staatenlose und
- für Arbeitnehmer anderer Nationalität, wenn sie ihren rechtmäßigen Wohnsitz in einem Mitgliedstaat haben (Ausnahmen bestehen in Bezug auf Dänemark und Großbritannien) und
- eine Beschäftigung in einem anderen Mitgliedsstaat ausüben.

Der Geltungsbereich erstreckt sich auf alle Zweige der Sozialversicherungen.
Die WanderarbeitnehmerVO enthält Kollisionsregeln. Ein Arbeitnehmer, der in einem Mitgliedsstaat abhängig beschäftigt ist, darf nur dem Sozialversicherungsrecht eines Mitgliedstaates unterliegen (Art. 11 WanderarbeitnehmerVO). Dies ist der Staat, in dem der Arbeitnehmer beschäftigt ist, unabhängig vom Wohnsitz und dem Sitz seines Arbeitgebers (Grundregel).
Bei Entsendungen von voraussichtlich unter 24 Monaten sieht Art. 12, 13 WanderarbeitnehmerVO als Ausnahme vor, dass das Sozialversicherungsrecht des Entsendestaates des Beschäftigten gilt, wenn
- der Beschäftigte durch das Unternehmen, das in einem Mitgliedsstaat ansässig ist und
- eine „üblicherweise nennenswerte Tätigkeit“ dort verrichtet,
- entsandt wird, um dort auf Rechnung des Unternehmens Tätigkeiten auszuführen,
- dieser gewöhnlich bei dem Unternehmen beschäftigt ist und
- keinen Arbeitnehmer ablöst, dessen Entsendezeit abgelaufen ist.

Als Nachweis, dass der Entsandte weiter dem Sozialversicherungsrecht des Entsendestaates unterliegt, dient die Entsendebescheinigung A 1 (früher E-101).

Diese ist auch für alle Transitländer erforderlich, wenn man beispielsweise als LKW-Fahrer Güter vom Heimatland in ein Zielland fährt.

Arbeitet man dagegen als deutscher Monteur befristet in Italien, benötigt man für Österreich keine A1-Bescheinigung.

### Bilaterale Abkommen
Deutschland hat zudem mit einigen Ländern Sozialversicherungsabkommen abgeschlossen, die nur zwischen Deutschland und dem Vertragsstaat gelten. Diese Abkommen beruhen auf völkerrechtlichen Verträgen, die durch Gesetze Bestandteile des Bundesrechtes wurden.
Die bilateralen Abkommen sind anzuwenden, wenn ein Arbeitnehmer von einem der Vertragsstaaten in den anderen Vertragsstaat entsandt wird. Die Nationalität des Arbeitnehmers ist dabei – mit wenigen Ausnahmen – unerheblich. Die Abkommen gelten nicht generell für alle Sozialversicherungszweige. Insoweit finden dann wieder die nationalen Rechtsvorschriften Anwendung, also auch die Grundsätze der Aus- und Einstrahlung nach §§ 4, 5 SGB IV. Außerdem sehen die Abkommen unterschiedliche Zeiträume für die Weitergeltung der deutschen Rechtsvorschriften vor. Eine Verlängerung des Zeitraums, wie bei der WanderarbeitnehmerVO, ist grundsätzlich nicht vorgesehen.
Abkommen zwischen Deutschland mit anderen EU-Staaten sind grundsätzlich durch die WanderarbeitnehmerVO außer Kraft gesetzt worden. Jedoch gelten vor der WanderarbeitnehmerVO abgeschlossene Abkommen weiter, soweit sie für den Arbeitnehmer günstigere Regelungen vorsehen.
Der Entsendebegriff knüpft generell an den jeweiligen nationalen Entsendebegriff des Staates an, der die Entsendebescheinigungen ausgestellt hat. Jedoch müssen Mindestvoraussetzungen für den Fall einer Entsendung erfüllt sein. Diese werden in den jeweiligen Abkommen geregelt, die nahezu wortgleich sind.
Demnach liegt eine Entsendung nach Art. 7 des Deutsch-Ungarischen Sozialversicherungsabkommens nur vor, „wenn ein Arbeitnehmer, der in einem Vertragsstaat beschäftigt ist, im Rahmen dieses Beschäftigungsverhältnisses von seinem Arbeitgeber in den anderen Vertragsstaat entsandt wird, um hier eine Arbeit für diesen Arbeitgeber auszuführen.“ In Bezug auf diese Beschäftigung gelten während der ersten 24 Kalendermonate – dieser Zeitraum ist in den verschiedenen Abkommen unterschiedlich – die sozialversicherungsrechtlichen Vorschriften Ungarns bzw. des Entsendestaates weiterhin, als wäre der Arbeitnehmer noch dort beschäftigt.
Als Nachweis, dass der entsandte Arbeitnehmer (zum Teil) dem Sozialversicherungsrecht des Abkommensstaates unterliegt, dienen die entsprechenden Entsendebescheinigungen der jeweiligen Abkommen (z. B. D/USA-101 für USA, D/H-101 für Ungarn).

## Ausstellende Behörde der Entsendebescheinigung
Der zuständige Sozialversicherungsträger stellt eine Bescheinigung A 1 aus. In Deutschland macht das grundsätzlich die Deutsche Verbindungsstelle Krankenversicherung - Ausland (DVKA) in Bonn. Welches Sozialversicherungsrecht angewandt wird, ist aus der Bescheinigung ersichtlich.

### Beantragung sowie Zeitraum
Grundsätzlich ist eine Bescheinigung A 1 für jede Entsendung in einen anderen Mitgliedstaat bei der zuständigen Behörde im Voraus zu beantragen. Die Bescheinigung A 1 kann jedoch auch nachträglich erteilt werden (Art. 15 Abs. 1 WanderarbeitnehmerDVO, EuGH-Urteil „Banks“).
Kann man prüfenden Stellen des Beschäftigungsstaates keine Bescheinigung A 1 vorzeigen, sollte man eine Kopie des aktuellen Antrags auf Ausstellung der A1-Bescheinigung vorlegen. In Österreich empfiehlt es sich, zusätzlich einen Nachweis über die Anmeldung zur Sozialversicherung in Deutschland mitzunehmen. Das kann auch eine frühere A1-Bescheinigung sein.

## Unterschiedliche strafrechtliche Bedeutung der Entsendebescheinigungen
Grundvoraussetzung für eine Beitragsstraftat, wie es der § 266a StGB ist, sind fällige Arbeitnehmerbeiträge, die aufgrund des materiellen Sozialversicherungsverhältnisses geschuldet werden (sozial-rechts-akzessorische Ausgestaltung).
Demnach kann bei grenzüberschreitender Beschäftigung nur der Arbeitgeber den Tatbestand des § 266a Abs. 1 StGB erfüllen, wenn kein Fall der Entsendung nach dem SGB IV oder der Entsendung nach zwischen- und überstaatlichen Recht vorliegen, da dann die deutschen Sozialversicherungsvorschriften nicht anwendbar sind und dadurch die inländische Sozialversicherungspflicht entfällt.
Fraglich ist dabei, welche Bindungswirkungen den Entsendebescheinigungen zugutekommen. Durch die Bescheinigungen wird nämlich bestätigt, dass der entsandte Arbeitnehmer dem Sozialversicherungsrecht des Entsendestaates unterliegt und damit in Deutschland nicht sozialversicherungspflichtig ist.

### A 1-Bescheinigung (früher: E-101)
Mit der Entsendebescheinigung A 1 wird für einen einzelnen Arbeitnehmer dokumentiert, welches Recht welchen Staats während seiner Tätigkeit auf ihn anwendbar ist. Die grundlegende Gerichtsentscheidung zur absoluten Bindungswirkung der Entsendebescheinigungen (heute: A 1, zuvor: E101) stammt vom Europäischen Gerichtshof: Mit Urteil vom 26. Januar 2006 (C-2/05 - „Herbosch Kiere“) entschied der EuGH, dass eine einmal erteilte Entsendebescheinigung von allen Mitgliedsstaaten und deren Behörden sowie Gerichten als inhaltlich richtig anzuerkennen ist. Die Bindungswirkung erstreckt sich nach der Entscheidung auch auf die der Entsendung zugrunde liegenden Tatsachen, also beispielsweise dem Bestehen eines Arbeitsverhältnisses zu dem entsendenden Unternehmen.
Infolgedessen gilt auch nach dem Urteil des BGH vom 24. Oktober 2006 (1 StR 44/06) nichts Anderes. Der BGH weist für alle deutschen Organe, auch der Strafgerichte, der E-101-Bescheinigung eine bindende Wirkung zu. Die Bindungswirkung besteht so lange, bis die Bescheinigung von der Behörde des ausstellenden Mitgliedstaates zurückgenommen bzw. für ungültig erklärt wird, also auch in Missbrauchsfällen, wie z. B. der Erlangung der Bescheinigung durch unzutreffende Angaben. Allerdings hat der EuGH mit Urteil vom 6. Februar 2018 in der Rechtssache C-359/16 eine Ausnahme unter strengen Voraussetzungen zugelassen: Soweit in einem nationalen Strafverfahren Beweis darüber zu erheben ist, ob eine Entsendebescheinigung E 101 bzw. A1 betrügerisch erschlichen wurde und die zur Überprüfung berufene Ausstellungsbehörde eine solche Überprüfung verweigert oder verzögert, kann das nationale Gericht diese Bescheinigungen außer Acht lassen, wenn es auf der Grundlage der genannten Beweise und unter Beachtung der vom Recht auf ein faires Verfahren umfassten Garantien, die diesen Personen zu gewähren sind, feststellt, dass ein solcher Betrug vorliegt.
Die E-101-Bescheinigungen müssen demnach als verbindlich angesehen werden, „und zwar nicht nur ‚in der Regel’ oder bloß ‚deklaratorisch’, sondern nahezu ausnahmslos und konstitutiv“.
Folglich scheidet bei wirksamen E-101-Bescheinigungen eine Strafbarkeit nach § 266a Abs. 1 StGB aus, weil durch solche Bescheinigungen das deutsche Sozialversicherungsrecht nicht anwendbar ist und dadurch der Dispens von der deutschen Sozialversicherungspflicht bindend festgestellt wird. Ebenso ist die Strafverfolgung in Zusammenhang mit Erklärungen gegenüber den Behörden des Entsendestaates zur Erlangung der E-101-Bescheinigungen gehindert.
Das Urteil gilt auch für die neue A 1-Bescheinigung.
Den Prüfbehörden bleibt jedoch unbenommen, den ausstellenden Staat bei Zweifeln an der Rechtmäßigkeit unter Darlegung der Gründe zu bitten, die Bescheinigung auszuheben oder für ungültig zu erklären.

### Bilaterale Abkommen am Beispiel der D/H-101-Bescheinigungen (Ungarn)
In dem Urteil des BGH vom 24. Oktober 2006 (1 StR 44/06) – zur unbedingten Bindungswirkung der E-101-Bescheinigungen – ließ der BGH offen, ob der Dispens von der deutschen Sozialversicherungspflicht nur mit der E-101-Bescheinigung bindend festgestellt wird oder ob auch die Entsendebescheinigungen aufgrund bilateraler Sozialversicherungsabkommen eine Befreiung von der deutschen Sozialversicherungspflicht bindend feststellen und damit eine Strafbarkeit nach § 266a Abs. 1 StGB ausschließen.
Diese Lücke schloss der BGH mit seinem Urteil vom 24. Oktober 2007 (1 StR 160/07), in dem es um die ungarischen D/H-101-Bescheinigungen aufgrund des zwischenstaatlichen Abkommens zwischen der Bundesrepublik Deutschland und der Republik Ungarn über soziale Sicherheit vom 2. Mai 1998 i. V. m. der Vereinbarung zur Durchführung dieses Abkommens vom selben Tag geht. Dieses Abkommen galt noch bis zum Beitritt Ungarns zur EU am 1. Mai 2004.
Nach dem vorgenannten Urteil des BGH haben Entsendebescheinigungen auf der Grundlage bilateraler Sozialversicherungsabkommen keine derart weitgehende Bindungswirkung für die deutschen Behörden und Gerichte wie die – nahezu inhaltsgleichen – E-101-Bescheinigungen. Der BGH lehnt also eine strafrechtliche Gleichbehandlung der E-101-Bescheinigungen und der Entsendebescheinigungen aufgrund bilateraler Sozialversicherungsabkommen ab.

## Rechtsgrundlagen
- Grundverordnung: VO (EG) Nr. 883/04
- Durchführungsverordnung: VO (EG) Nr. 987/09
- Änderungsverordnung der vorstehend genannten Verordnungen: VO (EU) Nr. 465/2012
- Verordnung zur Ausdehnung der Anwendung der sozialen Sicherung auf bestimmte Drittstaatsangehörige: VO (EU) Nr. 1231/2010

## Gerichtsurteile
- BGH-Urteil vom 24. Oktober 2006 (1 StR 44/06)
- BGH-Urteil vom 24. Oktober 2007 (1 StR 160/07)
- EuGH-Urteil vom 30. März 2000 (C-178/97 „Banks“)
- EuGH-Urteil vom 26. Januar 2006 (C-2/05 „Herbosch Kiere“)